# Realignment
Als Realignment bezeichnet man die Neufestsetzung des Wechselkurses einer Währung in einem Wechselkursregime mit festen Wechselkursen oder einem Bandbreitensystem.
Unerlässlich ist ein Realignment oder die Freigabe des Wechselkurses, wenn die Währung unter ständigem Abwertungsdruck steht. Ansonsten müsste die Zentralbank zur Sicherung des Wechselkursziels die eigene Währung kaufen, um sie zu stützen. Dafür würde sie dann sukzessive ihre Währungsreserven aufbrauchen, was natürlich wegen des beschränkten Umfangs der Reserven nicht unbegrenzt möglich ist.
Sinnvoll ist ein Realignment unter Umständen auch dann, wenn ein Land ständige Exportüberschüsse erzielt. Da die Zentralbank in diesem Falle bei festen Wechselkursen oder einem Bandbreitensystem verpflichtet wäre, ständig das durch die Exportüberschüsse entstehende Überangebot an Fremdwährung aufzukaufen, um das Wechselkursziel einzuhalten, bestehe die Gefahr einer importierten Inflation.